# Baumburg (Hundersingen)
Die Baumburg, auch Buenburg, Buwenburg oder Bawenburg, ist eine abgegangene Höhenburg 1000 Meter nordöstlich der Kirche von Hundersingen, einem Ortsteil der Gemeinde Herbertingen im Landkreis Sigmaringen in Baden-Württemberg.

## Lage
Die Baumburg befand sich auf einem heute 30 mal 34 Meter großen Burgplateau auf 603 m ü. NN oberhalb der Donau. Dieses geht vermutlich auf einen eisenzeitlichen Großgrabhügel zurück und befindet sich über einem steil zur Donau abfallenden Hang unweit der vor- und frühgeschichtlichen Höhensiedlung Heuneburg.

## Geschichte
Die Burg wurde Ende des 12. Jahrhunderts erbaut und 1090 bzw. 1092 im Besitz der Herren von Baumburg-Hundersingen erwähnt, zu denen auch der Minnesänger Ulrich von Buwenburg gehörte. Am 15. März 1282 verkaufte ein Dietrich von Baumburg der Äbtissin und dem Konvent von Heiligkreuztal einen Eigenmann. Ende des 13. Jahrhunderts wurde die Burg aufgegeben und 1344 als Burgstall bezeichnet. Im 16. Jahrhundert wurde der Wiederaufbau der Burg vom Kloster Heiligkreuztal verboten.

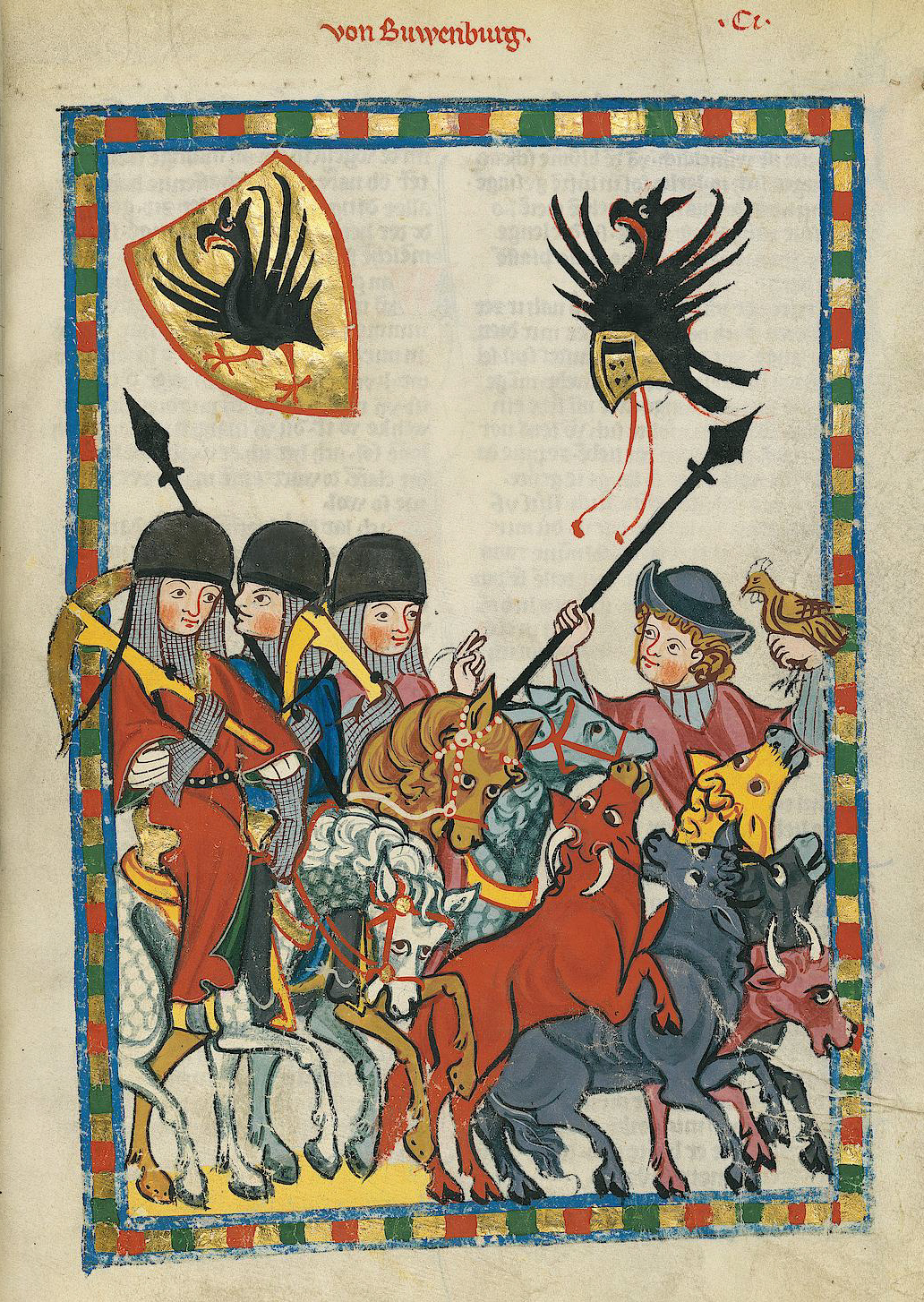
Ulrich v. Buwenburg, (Codex Manesse, 14. Jahrhundert)

## Anlage
Bei der ehemaligen Burganlage handelte es sich vermutlich um eine Turmhügelburg (Motte), von der noch der 9,3 Meter hohe Burghügel mit einem Durchmesser von 75 Meter und ein Burggraben erhalten sind.

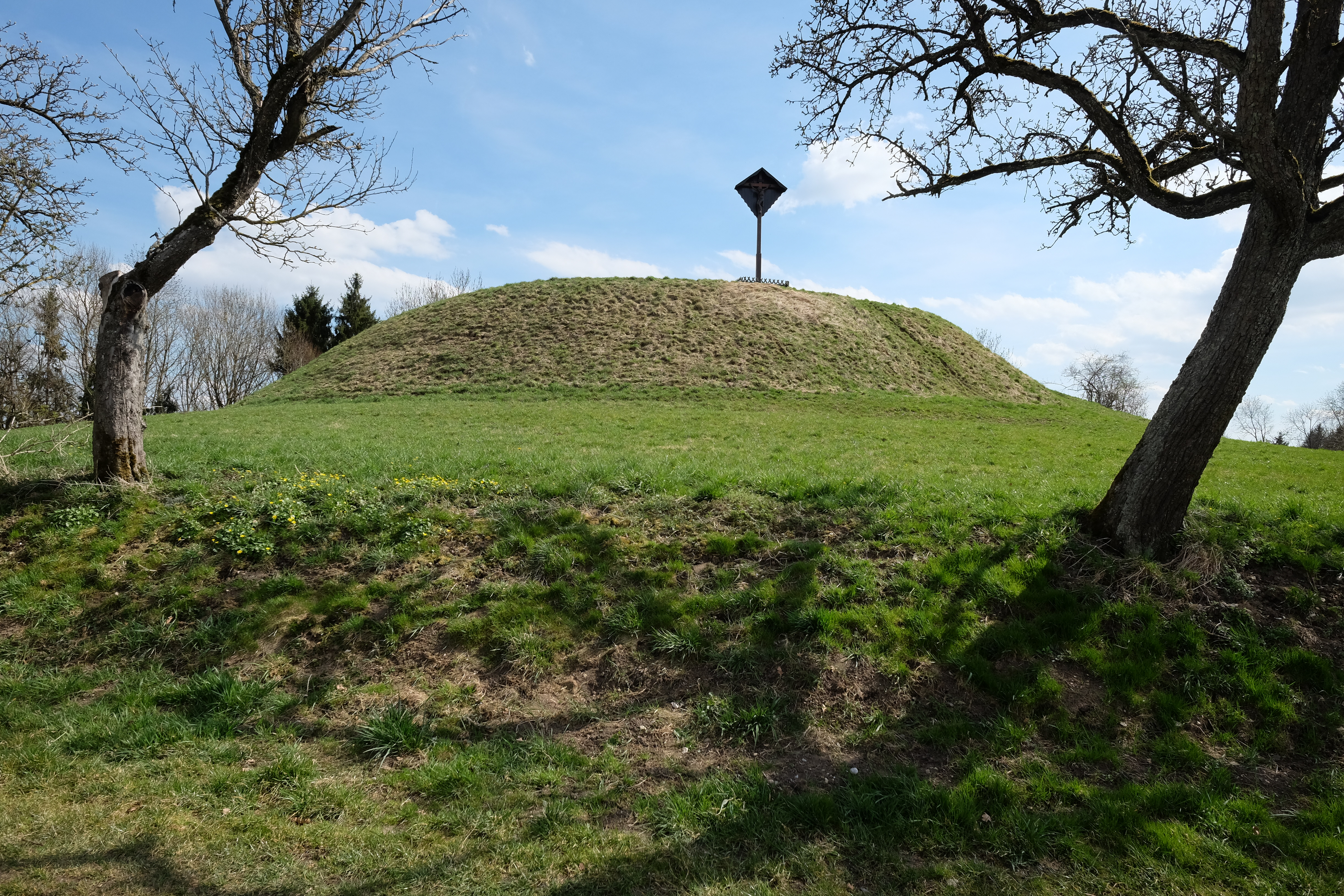
Die Motte aus dem Burggraben heraus fotografiert
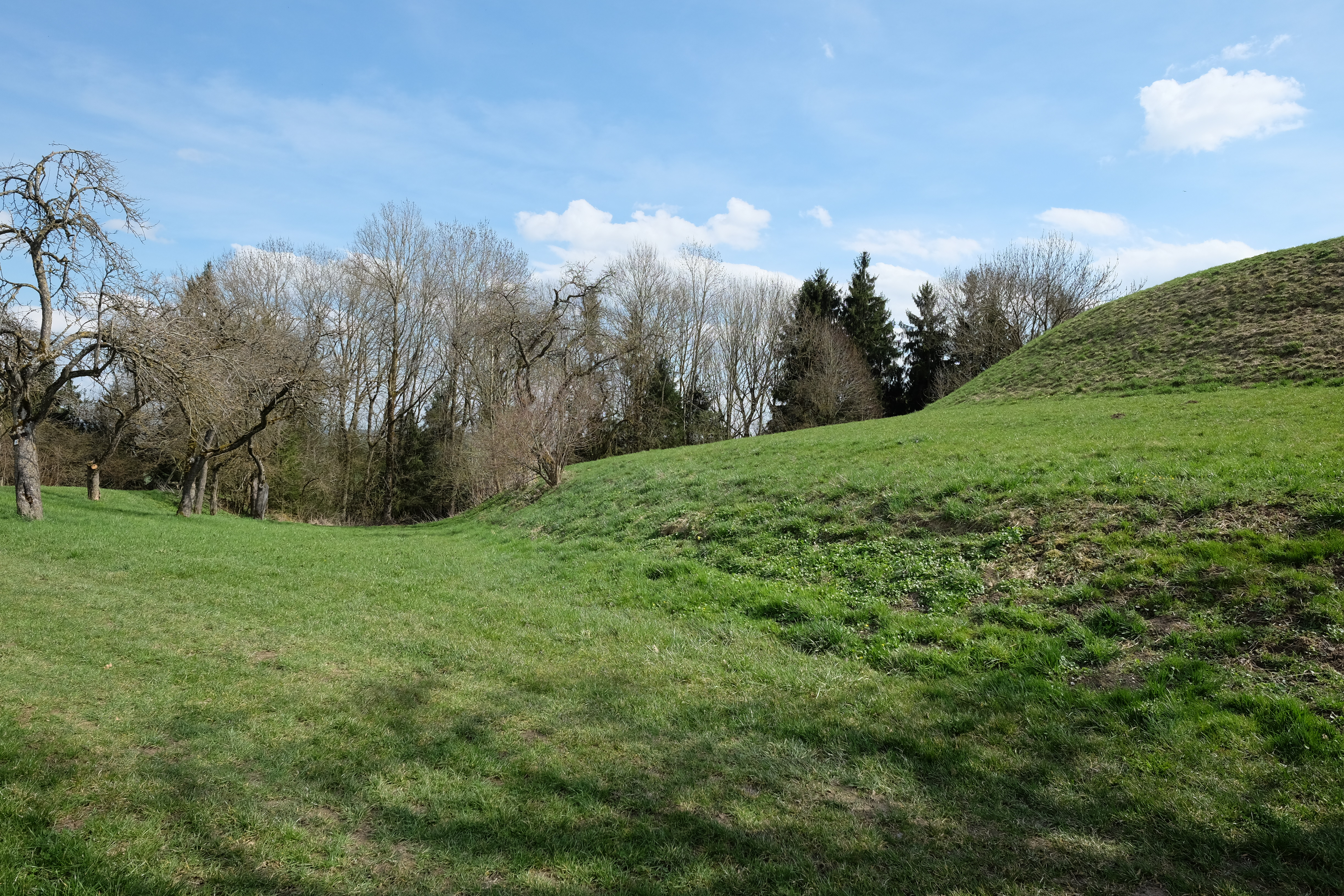
Blick in den Burggraben
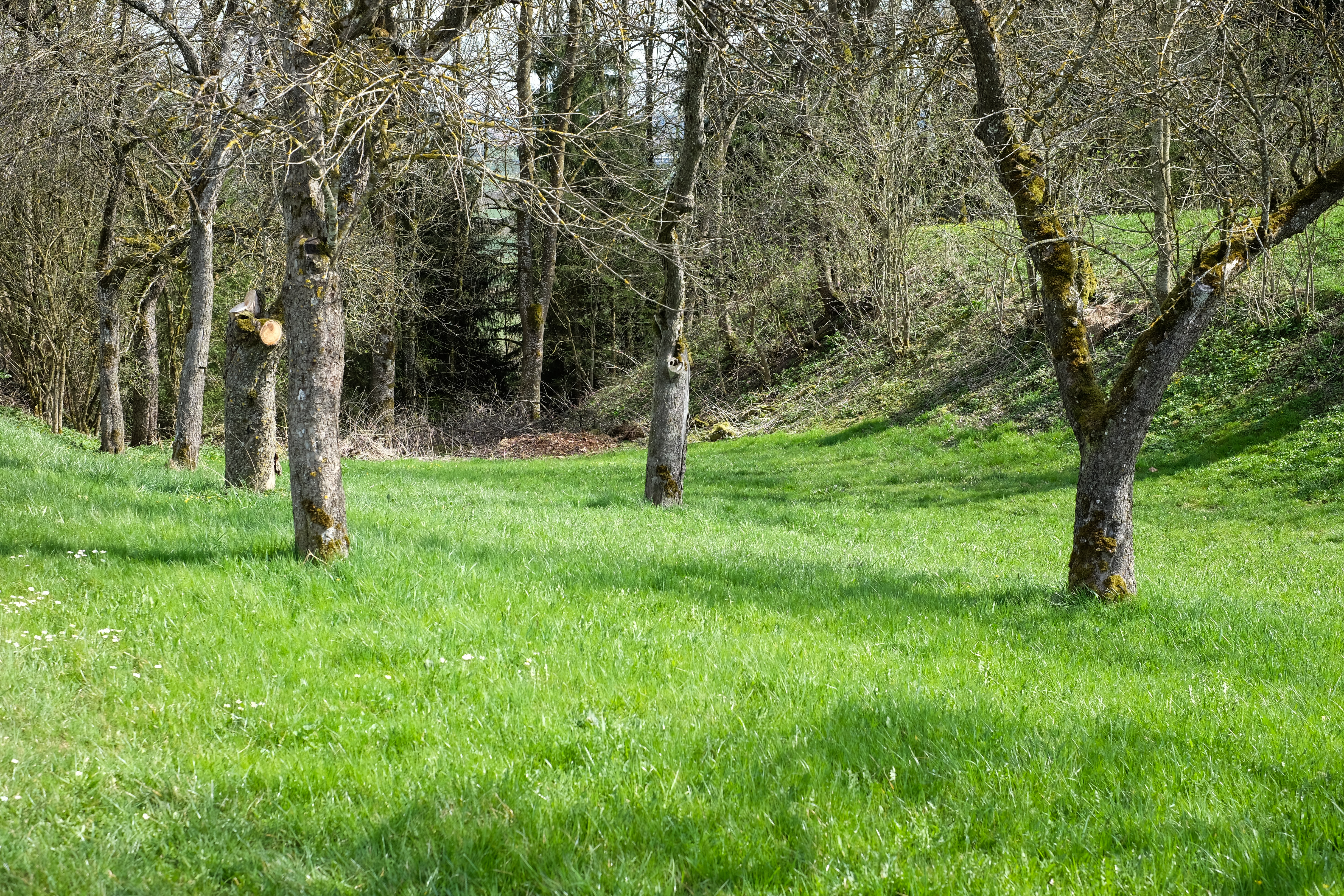
Der Nordöstlich vorgelagerte Graben (rechts: Burgbereich)
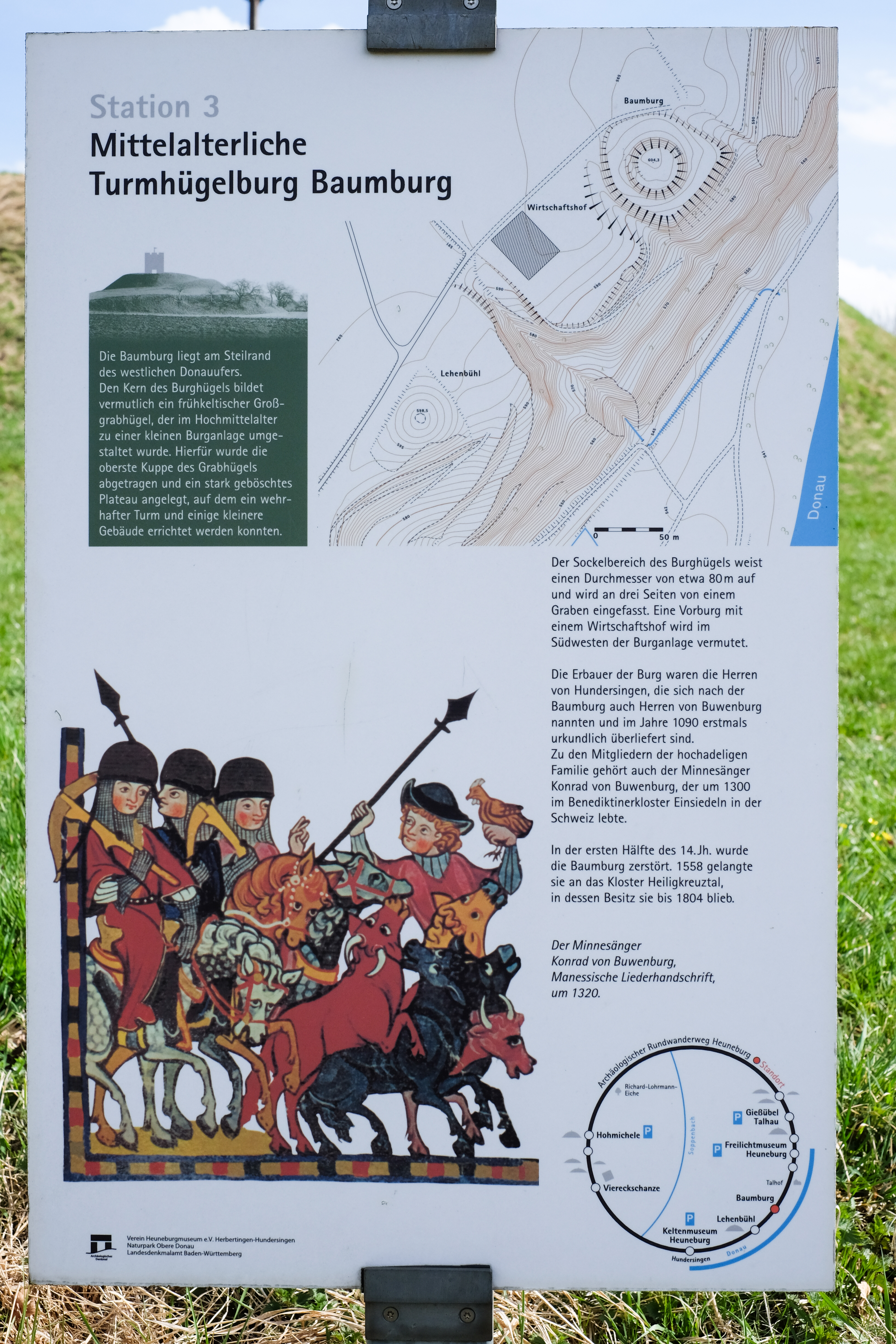
Infotafel am Standort

## Trivia
Weißes Fräulein in der Baumburg ist der Titel einer von Anton Birlinger (1834–1891) und Michel Buck (1832–1888) in ihrem Werk Sagen, Märchen und Aberglauben (Freiburg im Breisgau 1861) erschienenen mündlichen Überlieferung, einer Sage, die sich um die Baumburg rankt.